# Thornhill (Band)
Thornhill ist eine australische Metal-Band aus Melbourne, Victoria. Sie wurde 2022 bei den ARIA Awards in der Kategorie Best Hard Rock or Heavy Metal Album nominiert.

## Geschichte
Die Band wurde im Jahre 2015 gegründet und bestand aus dem Sänger Jacob Charlton, dem Gitarristen Sam Anderson, dem Bassisten Nick Sjogren und dem Schlagzeuger Ben Maida. Die vier Musiker besuchten die Vermont Secondary School in einem Vorort von Melbourne und nahmen an Bandwettbewerben teil. Im Juni 2016 veröffentlichten Thornhill ihre erste Single XY, bevor am 14. August 2016 die erste EP 13 im Selbstverlag erschien. Der Bandname leitet sich von der Thornhill Avenue ab, an der das Großteil des Materials für die erste EP geschrieben wurde. Die Musiker suchten lange nach einem Namen, der bezüglich des Genres vielseitig sein sollte, um nicht gleich in eine bestimmte Schublade gesteckt zu werden. Thornhill spielten zahlreiche Tourneen in Australien und eröffneten für Bands wie Architects und Northlane. Ende 2017 verließ Sam Anderson die Band und wurde durch Matt van Duppen ersetzt, der gleichzeitig das Bandmanagement übernahm.
Anfang 2018 eröffneten Thornhill für Parkway Drive in Melbourne und unterzeichneten einen Vertrag mit dem Plattenlabel UNFD. Am 16. Februar 2018 veröffentlichte die Band ihre zweite EP Butterfly, die Platz 52 der australischen Albumcharts erreichte. Es folgten weitere Tourneen mit Ocean Grove, Make Them Suffer und In Hearts Wake. Am 25. Oktober 2019 wurde das Debütalbum The Dark Pool veröffentlicht, welches Platz 20 der australischen Albumcharts erreichte. Thornhill spielten Anfang 2020 ihre erste Tour durch Europa mit Ded als Vorgruppe von Wage War. Eine weitere Tournee durch Europa sollte folgen, jedoch wurde diese wegen der COVID-19-Pandemie abgesagt. Am 5. April 2020 sorgte die Band unfreiwillig für Schlagzeilen, als der Radiosender Triple J in Darwin zwischen 4:30 und 8:30 Uhr morgens das Lied Lilly and the Moon versehentlich in einer Endlosschleife spielte.
Am 3. Juni 2022 erschien das zweite Studioalbum Heroine, mit dem Thornhill Platz drei der australischen Albumcharts erreichten. Das Album wurde bei den ARIA Awards in der Kategorie Best Hard Rock or Heavy Metal Album nominiert. Der Preis ging jedoch an die Band The Chats. Ebenfalls 2022 verließ der Gitarrist Matt van Duppen die Band wieder. Sänger Jacob Charlton übernahm zusätzlich die Gitarre. Am 24. Januar 2023 gab die Band bekannt, dass Unbekannte in ihren Proberaum eingebrochen sind und Equipment im Wert von rund 100.000 Dollar gestohlen haben. Am 4. April 2025 veröffentlichten Thornhill ihr drittes Studioalbum Bodies, welches Platz vier der australischen Albumcharts erreichte.

## Stil
Thornhills Musik wird in der Regel als Alternative Metal oder progressiver Metalcore bezeichnet. James Mackinnon vom britischen Magazin Kerrang empfahl das Album Heroine für Fans von Deftones, AFI und Loathe. Seine Kollegin Emma Wilkes beschrieb in ihrer Kritik zum Album Bodies die Musik als „djentbeladenen Alternative Metal“. Seit den Deftones wäre Metal „vielleicht nicht mehr so sexy gewesen“. Vivien Stellmach vom deutschen Magazin Visions beschrieb die Musik des Albums Bodies als „aggressiven, dichten Metal mit überschwänglichen und explosiven Songs, die den Geisten der größten Deftones-Meisterwerke atmen“.

## Diskografie

### Studioalben
| Jahr | Titel Musiklabel   | Höchstplatzierung, Gesamtwochen, AuszeichnungChartsChartplatzierungen (Jahr, Titel, Musiklabel, Platzierungen, Wochen, Auszeichnungen, Anmerkungen) | Anmerkungen                            |
| Jahr | Titel Musiklabel   | AU | Anmerkungen                            |
| ---- | ------------------ | --- | -------------------------------------- |
| 2019 | The Dark Pool UNFD | AU20 (1 Wo.)AU | Erstveröffentlichung: 25. Oktober 2019 |
| 2022 | Heroine UNFD       | AU3 (1 Wo.)AU | Erstveröffentlichung: 3. Juni 2022     |
| 2025 | Bodies UNFD        | AU4 (… Wo.)AU | Erstveröffentlichung: 4. April 2025    |

### EPs
| Jahr | Titel Musiklabel | Höchstplatzierung, Gesamtwochen, AuszeichnungChartsChartplatzierungen (Jahr, Titel, Musiklabel, Platzierungen, Wochen, Auszeichnungen, Anmerkungen) | Anmerkungen                            |
| Jahr | Titel Musiklabel | AU | Anmerkungen                            |
| ---- | ---------------- | --- | -------------------------------------- |
| 2016 | 13 Selbstverlag  | — | Erstveröffentlichung: 14. August 2016  |
| 2018 | Butterfly UNFD   | — | Erstveröffentlichung: 16. Februar 2018 |